# Авдеева, Лариса Ивановна
Лари́са Ива́новна Авде́ева (21 июня 1925, Москва — 10 марта 2013, там же) — советская и российская оперная певица (меццо-сопрано). Солистка Большого театра Союза ССР (1952—1983). Народная артистка РСФСР (1964).

## Биография
Лариса Авдеева родилась 25 июня 1925 года в Москве. Отец, Иван Алексеевич Авдеев, — оперный певец (тенор), солист Оперы С. И. Зимина. В 1936 стала заниматься в хоре районного Дома художественного воспитания детей (хормейстер — К. И. Потоцкий).
В 1942 году поступила в строительный институт. Через два года, бросив институт, поступила в Оперно-драматическую студию им. К. С. Станиславского. Её педагогами были дирижёр Н. С. Голованов, актёр МХАТа М. Н. Кедров, певица Л. Я. Шор-Плотникова. По окончании студии была зачислена в Оперно-драматический театр им. К. С. Станиславского, солисткой которого была с 1947 по 1948 год.
В 1949 году Авдеева стала солисткой Московского музыкального театра им. Станиславского и Немировича-Данченко, дебютировав на его сцене в партии Сузуки в опере Дж. Пуччини «Мадам Баттерфляй».
С 1949 по 1952 — солистка Московского музыкального театра имени К. С. Станиславского и Вл. И. Немировича-Данченко.
С 1952 по 1983 — солистка Большого театра СССР.
В 1953 году Лариса Авдеева участвовала в вокальном конкурсе IV Всемирного фестиваля молодёжи и студентов в Бухаресте, завоевав золотую медаль. Лариса Ивановна неоднократно пела на зарубежных оперных сценах и с труппой театра, и по персональному приглашению: в Финской опере, Дрезденской опере, «Театре Вельки» в Варшаве, Венгерском оперном театре, Софийской народной опере, на оперных сценах Канады и Франции.
В 1963 году участвовала в фестивале «Флорентийский музыкальный май», где исполняла партию Марфы в опере М. Мусоргского «Хованщина».
Не менее значительно и концертное творчество певицы. Авдеева была первой исполнительницей в Москве вокального цикла «Песни об умерших детях» Г. Малера. Участвовала в исполнении «Реквиема» Дж. Верди, Девятой симфонии Л. ван Бетховена, исполняла сольную партию в кантате «Александр Невский» С. С. Прокофьева.
Муж — Евгений Фёдорович Светланов (1928—2002), советский и российский дирижёр, композитор и пианист.
Умерла 10 марта 2013 года в Москве на 88-м году жизни, похоронена на Троекуровском кладбище Москвы.

## Репертуар
- «Мадам Баттерфляй» Дж. Пуччини — Сузуки
- «Евгений Онегин» П. И. Чайковский — Ольга, Няня
- «Безродное детство» Т. Н. Хренников — Варвара
- «В бурю» Т. Н. Хренников — Ольга Косова
- «Каменный цветок» К. В. Молчанов — Хозяйка Медной горы
- «Пиковая дама» П. И. Чайковский — Полина, Графиня
- «Чародейка» П. И. Чайковский — Княгиня
- «Иоланта» П. И. Чайковский — Марта
- «Мазепа» П. И. Чайковский — Любовь
- «Кармен» Ж. Бизе — Кармен
- «Декабристы» Ю. Шапорин — Стеша
- «Снегурочка» Н. А. Римский-Корсаков — Лель, Весна-Красна
- «Борис Годунов» М. П. Мусоргский — Марина Мнишек
- «Хованщина» М. П. Мусоргский — Марфа
- «Царская невеста» Н. А. Римский-Корсаков — Любаша
- «Садко» Н. А. Римский-Корсаков — Любава
- «Банк Бан» Ф. Эркель — Гертруда
- «Князь Игорь» А. П. Бородин — Кончаковна
- «Война и мир» С. С. Прокофьев — Элен Безухова, Ахросимова
- «Дон Карлос» Дж. Верди — Эболи
- «Октябрь» В. И. Мурадели — Графиня
- «Оптимистическая трагедия» А. Н. Холминов — Комиссар
- «Руслан и Людмила» М. И. Глинка — Наина
- «Игрок» С. С. Прокофьев — Бабуленька
- «Мёртвые души» Р. К. Щедрин — Коробочка
- «Семён Котко» С. С. Прокофьев — Хивря
- «Революцией призванный» Э. Лазарев — Разруха

## Творчество

### Дискография
- «Евгений Онегин» Пётр Чайковский. Действующие лица и исполнители: Евгений Онегин — Евгений Белов, Татьяна — Галина Вишневская, Ленский — Сергей Лемешев, Ольга — Лариса Авдеева. Дирижёр — Борис Хайкин. Хор и оркестр Большого театра СССР, 1955 год.
- «Евгений Онегин» Пётр Чайковский. Действующие лица и исполнители: Евгений Онегин — Юрий Мазурок, Татьяна — Тамара Милашкина, Ленский — Владимир Атлантов, Ольга — Тамара Синявская, Ларина — Татьяна Тугаринова, Няня — Лариса Авдеева. Дирижёр — Марк Эрмлер. Хор и оркестр Большого театра СССР, 1979 год.
- «Садко» Н. А. Римский-Корсаков. Действующие лица и исполнители: Садко — Владимир Петров, Волхова — Вера Фирсова, Любава — Лариса Авдеева. Дирижёр — Евгений Светланов. Хор и оркестр Большого театра СССР.
- «Снегурочка» Н. А. Римский-Корсаков. Действующие лица и исполнители: Снегурочка — Вера Фирсова, Весна-красна — Вероника Борисенко, Дед Мороз — Алексей Кривченя, Купава — Галина Вишневская, Мизгирь — Юрий Галкин, Берендей — Иван Козловский. Дирижёр — Евгений Светланов. Хор и оркестр Большого театра СССР.

### Фильмография
- «Борис Годунов» — Марина Мнишек («Мосфильм», режиссёр В. П. Строева; дирижёр Василий Небольсин,  в остальных ролях - А. Пирогов, М. Михайлов, Н. Ханаев, Г. Нэлепп, И. Козловский и др. 1955 г.)[2]
- «Евгений Онегин» — Ольга (вокал) («Ленфильм», режиссёр Р. И. Тихомиров; дирижёр Евгений Светланов, 1958 г.)

## Награды
- 1953 г. — I премия IV Всемирного фестиваля молодежи и студентов в Бухаресте
- 1955 г. — звание «Заслуженная артистка РСФСР»
- 1964 г. — звание «Народная артистка РСФСР»
- 1971, 1976 гг. — два ордена Трудового Красного знамени